# Битва при Ухуді
Битва при Ухуді (араб. غزوة أحد) відбулася 23 березня 625 року (3 Шавваля 3 року за мусульманським календарем) у долині розташованій біля гори Ухуд на північному заході Саудівської Аравії, між військами мединців, під керівництвом пророка Мухаммеда з одного боку та мекканським військом на чолі з Абу Суфйаном ібн Харбом з іншого. Битва при Ухуді була другим зіткненням між мусульманами та мекканськими язичниками і була реваншем для мекканців за поразку у битві при Бадрі (624).
Незважаючи на явну чисельну перевагу противника, мусульмани рано захопили ініціативу і почали тіснити мекканців, через що табір мекканців залишився без захисту. Коли бій вже був майже виграний, частина мусульманської армії скоїла серйозну помилку, унаслідок якої ініціатива перейшла до рук мекканців. Мусульманські лучники залишили своє укріплення, порушуючи наказ Мухаммада, щоб штурмувати ворога, несподівана атака кавалерії мекканців внесла сум'яття в їхні лави. Багато мусульман було вбито, і їм довелося відступити. Мекканці не переслідували мусульман, а повернулися до Мекки і оголосили про перемогу, як виявилося, першу і останню над Мухаммадом.